# Ahlgrens bilar

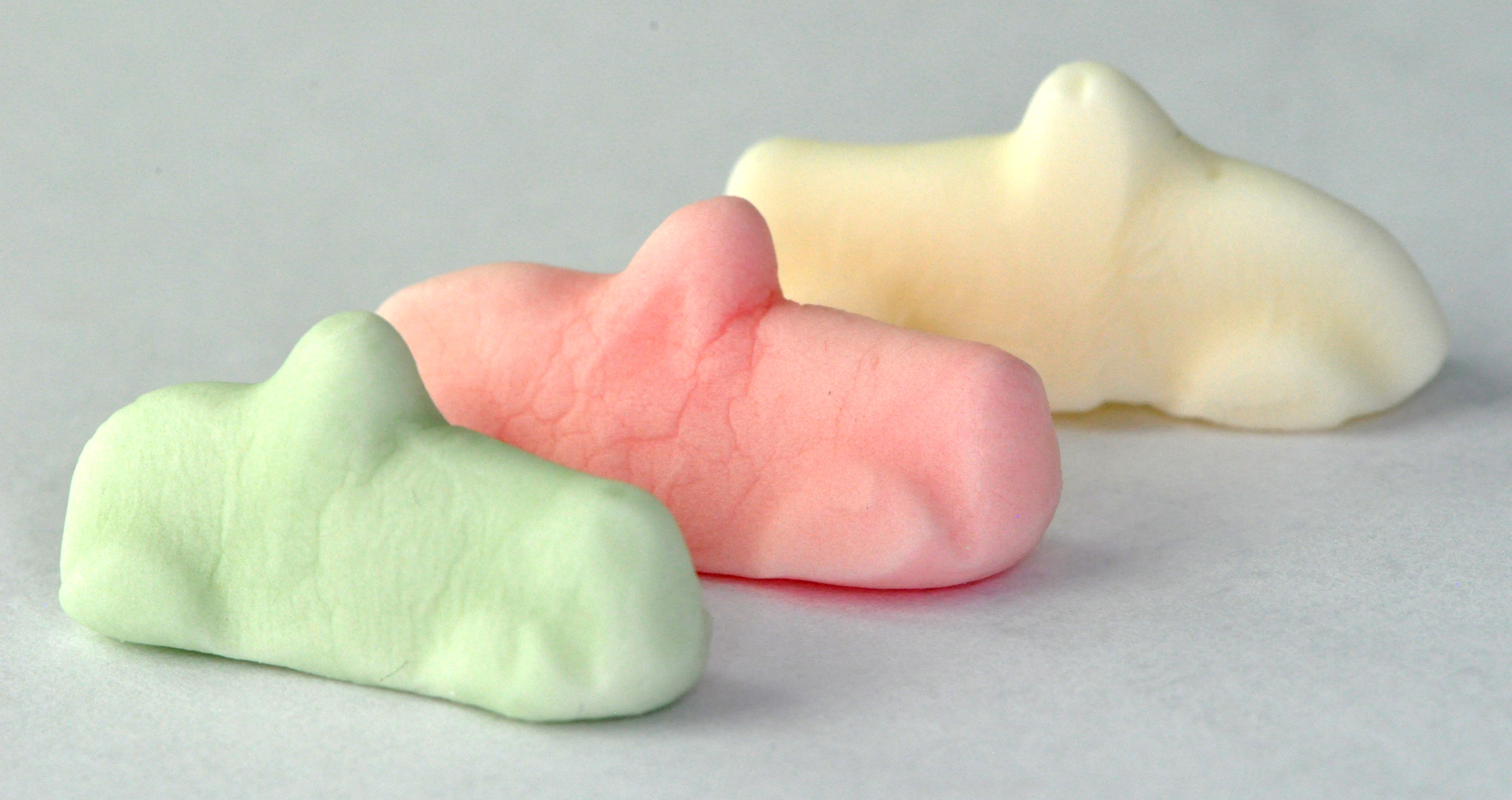
Ahlgrens bilar

Ahlgrens bilar (betekenis: Ahlgrens auto's) is een soort schuimsnoep dat gemaakt is van schuim en gemaakt door Cloetta. Het snoepgoed heeft de vorm van een auto en is beschikbaar in drie verschillende kleuren (wit, groen en roze). Het snoepgoed wordt met name verkocht in Zweden, maar ook in Noorwegen, Denemarken en Finland. Het werd in 1953 geïntroduceerd door Ahlgrens in Gävle, die het tot 2014 produceerde.

## Geschiedenis
Ahlgrens bilar ontstond in 1953. In de fabriek wilde men schuimsnoepjes maken die leken op Amerikaanse marshmallows, maar men slaagde er niet in om de snoepjes groot genoeg te maken. Een medewerker van de fabriek zei dat het resultaat vergelijkbaar is met de Franse sportwagen Bugatti. Omdat de smaak goed was, besloot men om het product uit te brengen zoals het was.
Ahlgrens bilar werden in het begin "skumbilar" (schuim-auto's) genoemd en werden in bulk verkocht. Het product was een kinder-snoepgoed, in tegenstelling tot het voor volwassenen bestemde Läkerol.
Sinds 1993 waren de schuimauto's het enige snoepgoed dat nog onder de naam Ahlgren verkocht werd, toen het bedrijf gekocht werd door Huhtamäki en Ahlgren werd gesloten.
In december 2011 fuseerde Leaf met Cloetta. De naam van het nieuwe bedrijf werd Cloetta, gevestigd in Ljungsbro met het hoofdkantoor in Stockholm. De voormalige zwemmer Bengt Baron werd de nieuwe CEO van het nieuwe bedrijf.
De snoepjes worden vormgegeven in stencils met maïsmeel waarin een pasta van suiker, glucose-fructosestroop, glucosestroop, gelatine, maïszetmeel, plantaardige olie en smaakstoffen. Aan de pasta wordt E270 (melkzuur), E903 (carnaubawas), E120 (karmijnzuur voor de roze auto's) en E141 (chlorofylline voor de groene auto's).
In 2010 werden bijna vier miljard Ahlgrens bilar geproduceerd.